# Selago fruticosa
Selago fruticosa är en flenörtsväxtart som beskrevs av Carl von Linné. Selago fruticosa ingår i släktet Selago och familjen flenörtsväxter. Inga underarter finns listade i Catalogue of Life.